# Battaglia di Celaya
Battaglia di Celaya è il nome di una serie di scontri armati decisivi per l'esito della rivoluzione messicana combattuti tra la División del Norte guidata da Pancho Villa contro le truppe costituzionaliste guidate da Álvaro Obregón nelle vicinanze di Celaya nel Guanajuato tra il 6 e il 15 aprile 1915, durante la Campagna del Bajío. Si tratta della più grande battaglia combattuta nell'America Latina fino alla Guerra delle Falkland nel 1982 e una delle prime battaglie "moderne" della storia, in cui le novità tecnologiche ebbero un peso decisivo nella sorte degli scontri. Obregón infatti utilizzò le strategie importate dal fronte occidentale europeo della prima guerra mondiale per la difensiva, come l'uso delle trincee e del filo spinato, e la comunque micidiale cavalleria di Villa non ebbe speranze contro le mitragliatrici.
Villa concentrò il suo esercito a Irapuato mentre Obregón a Celaya dove pianificò la sua strategia per aspettare l'iniziativa di Villa. La prima fase degli scontri avvenne tra il 6 e il 7 aprile, quando Obregón riuscì a difendere la sua posizione contro l'assalto dei Villisti. Dovettero ritirarsi a Salamanca, da dove pianificarono il contrattacco. La fase decisiva iniziò il 13 aprile quando Obregón approfittò delle debolezze della strategia di Villa. Il 15 aprile la vittoria arrivò infine per le truppe di Obregón e Villa fu costretto a ritirarsi a León, sempre nel Guanajuato. Dopo questa battaglia ce ne furono molte altre tra gli stessi schieramenti a Trinidad, León, Santa Ana del Conde e Aguascalientes ma Villa non avrebbe più operato a capo della División del Norte. Fu nella battaglia di León che, Obregón, futuro presidente dal 1920 al 1924, avrebbe perso il braccio destro. Questo causò che in seguito il generale fu conosciuto dal popolo del Messico come il "manco de Celaya" ("mancino di Celaya"), spesso confondendo le date, perché le due battaglie furono combattute in tempi ravvicinati.
Dopo la caduta del governo militare di Victoriano Huerta nel mese di agosto del 1914, i rivoluzionari vincitori si divisero in due fazioni con diversi progetti nazionali e il fatto che non riuscirono a trovare un accordo, portò a scontrarsi sui campi di battaglia. Dal dicembre 1914 in diversi luoghi della Repubblica messicana la guerra civile riprese con enorme portata. Le parti in lotta, i Convenzionalisti di Villa e i Costituzionalisti di Obregón e Venustiano Carranza, avevano forze equilibrate e questa situazione rimase fino alle prime battaglie ma nella primavera del 1915, Obregón si insediò con le sue forze nel centro del Paese minacciando di rompere le comunicazioni tra i vari fronti difesi dai Convenzionisti e la battaglia di Celaya fu la svolta decisiva.

## Inizio della battaglia
Il 7 marzo 1915 ci fu il primo scontro tra Costituzionalisti e Convenzionisti alla Stazione Peón, dove il generale di divisione Eugenio Martínez (inviato dal generale Álvaro Obregón da Città del Messico come avanguardia estrema per iniziare il confronto storico con l'esercito di Francisco "Pancho" Villa) fu attaccato dalla cavalleria villista sotto il comando dei generali Agustín Estrada, Canuto Reyes e Joaquín de la Peña, che si stavano ritirando nel Querétaro con il piano di allontanare quante più forze costituzionaliste possibile dalle linee convenzioniste. La vittoria, nonostante la superiorità numerica e gli sforzi compiuti dai tre generali, arrivò alla fine per Martínez, che prese il controllo dell'area e riferì il successo di questa importante prima battaglia, aprendo così la strada alla continuazione dell'avanzata obregonista. Due settimane dopo Obregón arrivò alla stazione di Cazadero, dove lo raggiunse il generale Alfredo Elizondo, dal Michoacán. Pancho Villa, saputa la locazione di Obregón, abbandonò precipitosamente Torreón per dirigersi a Irapuato e sconfiggerlo una volta per tutte, nonostante i consigli del generale Felipe Ángeles, capo di stato maggiore della División del Norte. Da parte sua, Obregón occupò Irapuato il 31 marzo e il 4 aprile Celaya, lo stesso giorno in cui Villa arrivò a Irapuato. Entrambi si prepararono a ingaggiare diverse battaglie che sarebbero dovute essere decisive per l'esito della rivoluzione messicana.
A quel tempo l'esercito villista era superiore a quello costituzionalista: numericamente contava su circa 22 000 uomini, che ovviamente erano molto motivati a combattere per merito delle costanti vittorie di Villa; avevano in mano gran parte della Repubblica messicana, essendo il nord il loro territorio principale e possedevano un brillante apparato politico e militare; gli armamenti erano molto buoni e le munizioni sufficienti; l'artiglieria villista era molto abbondante e comandata da ex funzionari federali che avevano dato esempio di esperienza e fiducia ai loro soldati e la cavalleria era diventata leggendaria per le cariche molto violente. Dal lato costituzionalista c'erano appena 11 000 uomini, ben armati e muniti di munizioni sufficienti; per loro fortuna avevano un fattore difensivo a loro favore: il riconoscimento e il supporto al governo di Venustiano Carranza da parte degli Stati Uniti d'America. Avevano inoltre buoni generali e l'abilità innegabile e l'astuzia del generale Obregón.
I combattimenti iniziarono quasi immediatamente quando entrambi furono a conoscenza della vicinanza tra le loro forze. Il 5 aprile Alejo González e Alfredo Elizondo catturarono Acámbaro, mentre un'altra colonna costituzionalista al comando dei generali Gonzalo Novoa e Porfirio González riceveva l'ordine di distruggere la via di San Luis a Empalme González. A sua volta Obregón rimase a Celaya mentre l'avanguardia del generale Fortunato Maycotte marciò verso El Guaje, a circa 18 chilometri a nord, distanza sproporzionata per un'avanguardia. Era molto pericoloso disperdere la cavalleria in modo così esagerato, ma Obregón intendeva "disorientare il nemico".

## Prima battaglia di Celaya
Il 5 aprile Pancho Villa passò in rassegna le sue truppe a Salamanca. Il giorno seguente decise di chiudere definitivamente con Obregón e iniziò la sua avanzata con tre colonne: la cavalleria a nord, sotto il generale Agustín Estrada; al centro la fanteria, costituita dalle brigate dei generali José Herón González, alunno dell'Eroico Collegio Militare e Dionisio Triana; a sud un altro corpo di cavalleria sotto il comando del generale Abel B. Serratos; l'artiglieria marciava nella parte posteriore del centro. Alcune ore dopo seguì una furiosa battaglia: i Villisti si scontrarono con la brigata del generale Fortunato Maycotte a El Guaje. Vedendo la situazione disperata, Maycotte informò Obregón, che ordinò un immediato rinforzo, inviando prima il generale Manuel Laveaga con 1 500 uomini e poi partendo personalmente. Obregón arrivò a El Guaje solo per constatare la sconfitta delle sue truppe: Nonostante ciò e con grande pazienza, insieme a Maycotte riuscì a far ritirare le truppe in buon ordine, impedendo che finisse in un disastro. Le perdite costituzionaliste salirono a 800 uomini tra morti, feriti e dispersi. Approfittando della vittoria di El Guaje, le truppe villiste continuarono impetuosamente il loro attacco su Celaya. Tuttavia commisero il loro primo errore tattico: non modificarono la loro disposizione di attacco e nemmeno aspettarono il necessario supporto della loro artiglieria. Obregón ordinò al generale Benjamín G. Hill, secondo comandante dell'Esercito delle Operazioni e comandante della fanteria, di procedere all'analisi del terreno e allo smaltimento conveniente delle truppe. Ciò fu fatto, in modo che, quando i Villisti si fossero presentati davanti alle posizioni costituzionaliste, si trovassero di fronte un muro di fuoco. Il successivo attacco villista fu molto violento; nondimeno per le ultime ore del 6 aprile, lo slancio villista diminuì grazie all'efficace coordinamento dei colpi di fucile e mitragliatrice e al supporto dell'artiglieria. All'inizio della notte furono effettuati gli ultimi attacchi: supportati dalla maggior parte dell'artiglieria, che sprecò proiettili nel fuoco notturno, i Villisti poterono ritirarsi nelle loro posizioni originali. Nonostante ciò, le informazioni che Obregón riferì a Venustiano Carranza erano molto pessimiste. Tuttavia Obregón reagì e accantonò l'idea di ritirarsi; ordinò ai generali Alfredo Elizondo, Alejo González e Porfirio González di marciare rapidamente verso Celaya come rinforzi. La brigata di Alejo González fu attaccata alla Hacienda de Cacalote, ripiegando immediatamente; la brigata di Porfirio González non arrivò in tempo per prendere parte alla battaglia del 7 aprile. Nelle prime ore di quel giorno la situazione sembrava migliorare per i Costituzionalisti, poiché erano arrivate le brigate dei generali Elizondo e Porfirio González. Il generale Grajales, nell'analisi scrisse a Obregón qualcosa di incoraggiante per le forze costituzionaliste: "La disposizione prevista per l'attacco del giorno successivo (7 di aprile) implica il germe della sconfitta. Nella distribuzione delle sue forze non c'è idea di manovra, nessun proposito di ottenere la superiorità in un determinato settore o direzione, o persino il desiderio di formare una riserva generale. L'azione sarà simultanea e soprattutto di fronte".
All'alba del 7 iniziò l'attacco villista, che gradualmente aumentò di intensità: le cariche di cavalleria si susseguivano continuamente, lasciando molti corpi sul campo; l'artiglieria sparò contro Celaya e diretta dai colonnelli José M. Jurado e José Saavedra più la cavalleria del colonnello Pedro González. Alle nove del mattino ci fu una crisi nel campo costituzionalista: i battaglioni 5°, 9°, 17° e 22° avevano esaurito le munizioni e stavano iniziando a ritirarsi. A quel punto Obregón ordinò al generale Cesáreo Castro di inviargli truppe per colmare il divario, una richiesta che ricevette con l'arrivo del generale Jesús Novoa con la sua brigata. Mentre Obregón attivava personalmente il riarmamento, inventò uno stratagemma che oggi si può chiamare "guerra psicologica", ordinando a un giovane trombettiere del 9º Battaglione di suonare "diana", cosa che creò confusione tra le truppe villiste. In quei momenti successe un altro fatto eclatante: il generale Maximiliano Kloss, comandante dell'artiglieria costituzionale, di fronte alla disperazione in combattimento per una carica villista, ordinò precipitosamente il ritiro dei suoi pezzi, una decisione che motivò Obregón a ordinare la sua esecuzione, anche se in seguito le cose furono chiarite e l'ordine non fu dato. Nel frattempo, resosi conto della situazione, Pancho Villa ordinò un attacco generale. I Villisti ripresero di nuovo l'attacco, ma ancora una volta furono contenuti. A quel punto era evidente la caduta morale e materiale degli aggressori villisti. Durante quel giorno compirono più di 40 cariche di cavalleria, tutte respinte. Subito dopo i Costituzionalisti passarono all'offensiva. La cavalleria comandata dai generali Cesáreo Castro, Maycotte, González e Novoa agì con decisione, realizzando un doppio colpo sul nemico. González attaccò da nord, raggiungendo i treni dei Villisti che stavano iniziando a fuggire. L'esistenza di canali di irrigazione impedì alla cavalleria di consumare la sua azione. Ore dopo la prima sconfitta dei Villisti fu consumata. La cavalleria costituzionalista inseguì ancora gli sconfitti per circa 20 chilometri, fermandosi nel tardo pomeriggio a Crespo e El Guaje; la fanteria lo fece nei dintorni di Celaya. Le vittime furono per i Costituzionalisti quattro capi, 27 ufficiali e 527 truppe morti; feriti furono cinque capi, 20 ufficiali (Diódoto Ramírez tra loro) e 340 truppe. Le perdite villiste furono invece 1 800 morti, tra loro i generali Agustín Estrada e Francisco Natera, 3 000 feriti e 500 prigionieri, così come grandi quantità di materiale e bestiame. I sopravvissuti si ritirarono a Salamanca per riorganizzarsi, ricevere rinforzi, curare le ferite e, soprattutto, preparare il nuovo piano di operazione. La prima battaglia di Celaya si concluse con una notevole vittoria per Álvaro Obregón, ma la lotta non era finita, perché Pancho Villa non si arrendeva così facilmente.

## Seconda battaglia di Celaya
Dopo la prima battaglia le forze del generale Obregón furono opportunamente rinforzate con l'arrivo della prima divisione orientale con tre reggimenti di cavalleria, un battaglione di fanteria e una sezione di mitragliatrici, due frazioni della Brigata Gavira, frazioni della Brigata Novoa, due Battaglioni rossi di lavoratori e l'intera brigata del generale Joaquín Amaro con i suoi "rayados". Con questi rinforzi, l'effettivo dell'Esercito delle Operazioni salì a 15 000 uomini fortemente armati, dei quali 8 000 di cavalleria, con 13 pezzi di artiglieria e più di 100 mitragliatrici. Il 12 aprile arrivò un convoglio di munizioni sotto il generale Antonio Norzagaray e grazie a questo fu risolto anche quel problema.
Da parte sua anche il generale Pancho Villa fu rinforzato: furono aggiunte le brigate dei generali José I. Prieto, José Ruiz e César Moya, truppe di fanteria e artiglieria dal Jalisco sotto il comando dei generali Francisco Carrera Torres e Pánfilo Natera, nonché importanti rimesse di munizioni che suo fratello, il generale Hipólito Villa, gli mandò da Ciudad Juárez.
Il 13 aprile, come aveva detto Villa in una lettera da inviare a Obregón, iniziò la seconda battaglia. Dal punto di vista costituzionalista tutto era pronto: la terra era stata sfruttata al massimo, che, poiché era piena di fossati e costruzioni, avrebbe servito come un magnifico ostacolo per la cavalleria villista, che avanzò in due gruppi, uno a nord e uno a sud della ferrovia; la fanteria trasportata dal treno scese alla stazione di Crespo, a otto chilometri da Celaya e l'artiglieria marciò verso la parte posteriore della fanteria. Obregón scelse di nuovo la difensiva, mantenendo una grande riserva. La battaglia iniziò nel pomeriggio, con lievi sparatorie e azioni di ricognizione. Un'ora dopo il combattimento si era diffuso, principalmente nel settore della 2ª Brigata del generale Francisco Manzo. L'artiglieria costituzionalista aprì il fuoco, a cui rispose quella villista, impegnandosi in un duello. Poco dopo lo scontro si ingrandì a tutto il fronte. La tattica seguita dai Villisti era la stessa della battaglia precedente: furiosi attacchi frontali e violente cariche di cavalleria che si schiantavano davanti al fuoco della fanteria costituzionalista. La strategia di Obregón andò vicino al fallimento perché i costanti colpi di artiglieria generarono una grande carenza di munizioni di fronte agli attacchi villisti. Venustiano Carranza, comprendendo la situazione disperata di coloro che combattevano, inviò rapidamente un treno con le munizioni. Durante il giorno 14 l'attacco villista era una ripetizione dei precedenti: la Calles cercava il punto vulnerabile che avrebbe consentito la rottura. Indubbiamente, la pressione subita dalle truppe costituzionaliste fu molto dura, ma Obregón sapeva che a quel ritmo, le truppe villiste sarebbero presto esaurite. Al mattino presto del 15 Obregón consultò i suoi comandanti subordinati sullo stato delle truppe, per capire se erano in grado di mantenere le loro posizioni il tempo necessario per iniziare l'offensiva nelle prime ore di quel giorno con l'aiuto della sua cavalleria. Essa era formata sul lato nord da quella del generale Cesáreo Castro, sebbene il generale Fortunato Maycotte ne assunse il comando, e da quella del generale Dionisio Triana. Quella del settore meridionale era invece costituita dalle brigate dei generali Joaquín Amaro e Antúnez, oltre alle brigate di cavalleria Jaimes e Gavira. Pertanto, le truppe costituzionaliste passarono all'offensiva e il nemico fu colto di sorpresa. Lo stesso Obregón marciò verso il centro della forza attaccante. La battaglia si diffuse immediatamente: i Villisti, sebbene sconcertati, si difesero coraggiosamente, ma furono respinti dalla stazione di Crespo alla Hacienda de Las Trojes, a nord. Nel centro le truppe costituzionaliste respinsero i Villisti più rapidamente, lasciando solo il nucleo di Las Trojes, probabilmente a causa della mancanza di informazioni precise riguardo alla loro posizioni perduta. A mezzogiorno la battaglia fu decisa a favore dei Costituzionalisti: la sconfitta villista fu molto chiara e i sintomi che precedettero un ritiro disordinato erano già evidenti. Al calar della notte, con la caduta degli ultimi Villisti, che combatterono fino all'ultimo uomo, la sconfitta di Villa fu consumata.

## Conseguenze
Dopo la battaglia, Obregón inviò un telegramma al presidente Carranza dicendo: "Fortunatamente, Villa ha guidato l'attacco personalmente", spiegando la sua vittoria contro il generale. Le stime delle vittime da entrambe le parti variano ampiamente, poiché Villa tentò di minimizzare la sconfitta. La battaglia di Celaya viene definita da alcuni storici del periodo come la "Waterloo" di Pancho Villa, nel senso che gli fu inflitta una paralizzante sconfitta militare. Danni irreparabili essa causò sia al suo potere militare sia alla sua aura di invincibilità. Inoltre, un certo numero di osservatori nazionali e stranieri della Rivoluzione giunsero alla conclusione che i Villisti non erano in grado di sconfiggere l'esercito costituzionalista.
Militarmente, i Villisti non furono mai più così forti come prima di scendere in campo a Celaya nell'aprile del 1915. A causa della disastrosa battaglia, lo stesso Villa fu costretto a mettersi sulla difensiva nel tentativo di riorganizzare le sue forze e procurarsi materiale bellico perso a Celaya. Il suo fedele consigliere militare Felipe Ángeles sostenne che Villa sarebbe tornato nel nord del Messico, dove aveva alleati e poteva ricostituire la División del Norte.
Villa, mostrando la massima fiducia nel suo giudizio militare, decise di condurre una battaglia difensiva a León, simile a quella che Obregón aveva fatto a Celaya. Lo stesso Obregón continuò a perseguire la sua campagna di logoramento e annientamento delle forze villiste nelle successive battaglie della Rivoluzione. Nella battaglia di León Obregón perse il braccio destro in combattimento e quasi morì.
Il sito della battaglia di Celaya si trova nelle immediate vicinanze della città, nel Guanajuato. Esso non è attualmente commemorato da alcun monumento o museo ufficiale. A Città del Messico c'è un monumento a Obregón sul sito dove fu assassinato nel 1928. Fino al 1986 il monumento conteneva il braccio di Obregón, perso a León, conservato in formaldeide.

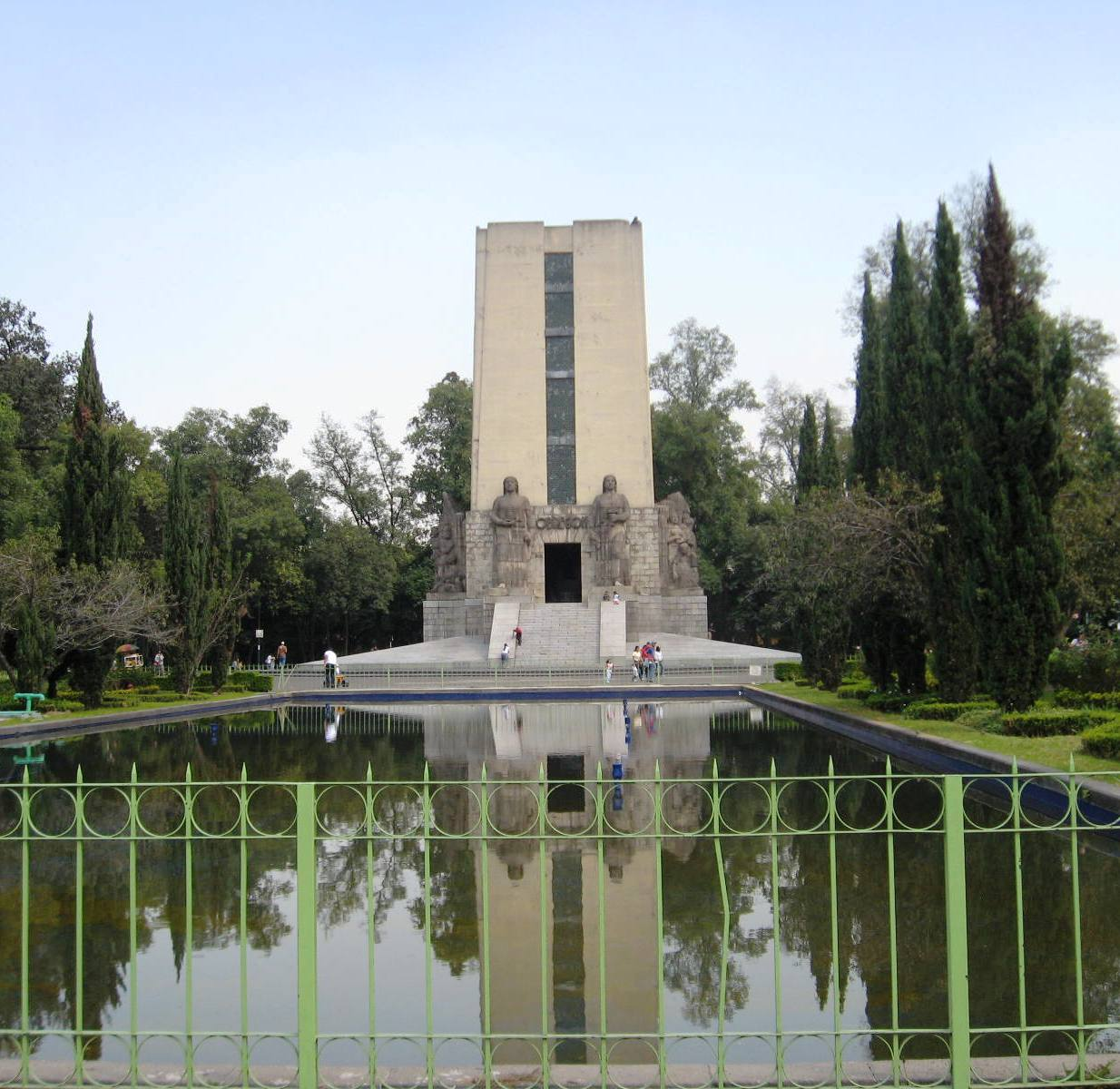
Il monumento ad Álvaro Obregón nel Parque de la Bombilla, Città del Messico.